# Xylofon
En xylofon er et slagtøjsinstrument af ukendt oprindelse.
Xylofon er antagelig opstået i Afrika. I vestlig musik ses det ældste vidnesbyrd om dets musikalske anvendelse først i 1511. Xylofonen er et slaginstrumentet. Den består af træstykker (taster) i forskellig størrelse, der ligger over nogle rør, kaldet resonansrørene. Når man anslår tasterne vibrerer luften i rørene, og der frembringes en lyd.
Navnet xylofon stammer fra de græske ord ξύλον—xylon, "træ" + φωνή—phōnē, "lyd, stemme" og betyder “træ-lyd”.
Man anslår xylofonen med enten træ- eller gummikøller. Disse findes i forskellige hårdhed og størrelse.
Xylofonen er et solistinstruent, som dog også nogle gange også bruges i orkestre.
Der findes forskellige træsorter, som man laver xylofoner af. Den billigste er padouk, som også er meget billig. En dyrere træsort med meget bedre klang og fylde i lyden er rosentræ som især bruges til "gode" solist- og orkesterxylofoner. Padouk bruges mest til bilige "øvexylofoner", som man ofte har i folkeskolens musiktimer.
Xylofonen strækker sig typisk over 3½ oktaver, men kan fås helt op til 5. Marimbaer stækker sig som standard over 4-5 oktaver.
Vibrafonen er på størrelse med en xylofon. På marimbaen er rørene typisk meget større end på xylofonen, og de er nogle gange også bukkede for neden, i den laveste oktav.
Marimbaen er en større og mere kompliceret form for xylofon. Der findes også vibrafoner, der har stave af metal og en dæmperpedal, som bruges til at fjerne klangen der hænger meget længe i en vibrafon.
Marimbaen og vibrafonen anslås med filtkøller. Vibrafonen kan dog også anslås med hårde gummikøller.
En anden variant af xylofonen har erstattet stavene med glas, der indeholder forskellige mængder af vand. Glassene anslås så med en blød kølle, hvorved der fremkommer toner, og man kan spille musik.